# 安岡宰治

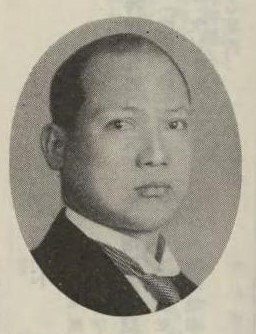
安岡宰治

安岡 宰治（1889年 - ?）は、日本の発明家、実業家。
松山市出身。松山商業学校を卒業し、大阪市の赤尾保商店に入店し約10年間勤務した。1912年（大正元年）に独立し、1923年（大正12年）に組織を変更し安岡商事株式会社を設立した。1933年（昭和8年）には社名を安岡保温工業株式会社に改称した。

## 特許
- 特許第42267号 汽缶汽管の被覆物